# Адольфо Чавес Беюма
Адольфо Чавес Беюма (ісп. Adolfo Chávez Beyuma; 2 березня 1971, Тумуса) — болівійський політик, лідер корінних народів Болівії, президент Конфедерації корінних народів Болівії (CIDOB) з 2006 по 2018 рік. Представник народу такана, народився в громаді Тумуса, в муніципалітеті Мекапака в провінції Мурільо департаменту Ла-Пас Болівії.
Двічі обирався секретарем з питань земель та територій департаментської організації корінних народів Ла-Паса, Центру корінних народів Ла-Паса (CPILAP). У 2018-2022 роках керував Координацією організацій корінних народів басейну Амазонки (COICA), де виступав координатором у сфері міжнародних відносин. Стверджує про політичні переслідування з боку Руху за соціалізм (MAS).

Прапор квітки патуху, створений у 2009 році, та пізніше популяризований Адольфо Чавесом Беюмою, тодішнім лідером CIDOB під час протестів TIPNIS 2011 року, представляючи східну Болівію.

Допоміг популяризувати прапор із квіткою патуху, який був помітним символом протестів TIPNIS 2011 року проти проєкту будівництва автомагістралі, що просувався урядом Ево Моралеса.